# Скарпнек (станція метро)
59°16′01″ пн. ш. 18°08′00″ сх. д. / 59.266805555556° пн. ш. 18.133333333333° сх. д.
«Скарпнек» (швед. Skarpnäck) — станція Зеленої лінії Стокгольмського метрополітену, обслуговується потягами маршруту Т17.
Станція була введена в експлуатацію 15 серпня 1994 року як одностанційне розширення від Багармоссена 
Наступна станція Багармоссен, відстань від станції Слюссен 8.1 км.
Пасажирообіг станції в будень —	5 100 осіб (2019)

Розташування: у мікрорайоні Скарпнек-горд Седерорт, Стокгольм
Конструкція: односклепінна станція глибокого закладення тбіліського типу (глибина закладення — 25 м) з однією прямою острівною платформою.
Оздоблення: оформлення станції американського скульптора Річарда Нонаса складається з сімнадцяти гранітних «лавок», розміщених уздовж платформи, а також червоної клінкерної підлоги та пофарбованих червоним торкретом стін, що натякають на будівлі з червоної цегли в Скарпнеку. 

## Операції
| Попередня станція      | Лінія | Лінія     | Лінія | Наступна станція |
| ---------------------- | ----- | --------- | ----- | ---------------- |
| Багармоссен до Окесгов |       | Лінія T17 |       | Кінцева          |